# 加藤祐司
加藤 祐司（かとう ゆうじ、1957年7月30日 - ）は、日本の脚本家。

## 来歴
宮城県仙台市出身。
- 1965年、1964年の東京オリンピックの公式記録映画『東京オリンピック (映画)』をきっかけに映画に興味を抱く。
- 1973年、宮城県仙台第二高等学校に進学。
- 1977年、2年間弱フランスに遊学。主にヴァンダンジュ（vendange）等のアルバイトに勤しむ。
- 1980年、東京芸術大学美術学部芸術学科に進学。通学と並行して映画脚本を執筆。
- 1983年、映画製作会社ディレクターズ・カンパニーのシナリオ公募コンクールに映画脚本『台風クラブ』を応募し、準入選[1]。
- 1984年、東京芸術大学美術学部芸術学科を卒業。同大学大学院美術学部修士課程に進学。同年、『台風クラブ』の映画化が決まり相米慎二監督と会う。映画の撮影開始。現場に同行し、撮影の手伝いや相米監督の求めに応じた台詞の加筆などを行う。
- 1985年、脚本家デビュー。映画『台風クラブ』で第40回毎日映画コンクールスタッフ部門脚本賞を受賞[2]。映画『台風クラブ』は同コンクールにおいて作品部門日本映画優秀賞[2]を、第1回東京国際映画祭においてヤングシネマ部門大賞を受賞[3]。同年、映画『台風クラブ』が一般公開される。以後、映画やテレビドラマの脚本を執筆。
- 1986年、東京芸術大学大学院美術学部修士課程を中退。
- 1987年、テレビディレクターデビュー。以後、シナリオ執筆の傍らドキュメンタリー番組等の作品を演出。

## 人物
中学卒業までに山形県米沢市、秋田県秋田市、福島県会津若松市、宮城県仙台市への引っ越しを経験しており、頻繁な転校が人格形成に影響した。
父親の影響で幼少期から映画鑑賞の機会が多かった。各映画に感銘を受け、将来の夢を決めることも多々あった。1958年公開のオーストリアの映画『野ばら』に感銘を受け、ソプラノ歌手を目指したこともあった。
映画『台風クラブ』の撮影中に相米監督が差し入れしたトマトと胡瓜が、人生で味わった最高の野菜であったと振り返る。
映画監督である田中じゅうこうとは20年以上にわたり親交があり、同氏の映画公開に伴うトークイベントに参加することがある。

## 作品リスト

### 脚本
- 1985年、映画 ㈱東宝『台風クラブ』
- 1986年、テレビドラマ TBS『お坊っチャマにはわかるまい!』
- 1987年、テレビドラマ TBS『家庭の問題』
- 同年、テレビドラマ TBS『欲ばり家の人々』
- 同年、テレビドラマ ABC『ベッドでパパと呼ばないで』
- 1988年、テレビドラマ TBS『木村家の人びと』
- 1989年、バラエティ番組 TBS『ギミア・ぶれいく』「Y氏の隣人 踏み絵」
- 1992年、テレビドラマ NHK『たね』
- 同年、映画 ㈱東宝『教祖誕生』

### 企画・監督
- 1988年、情報・ドキュメンタリー番組 日本テレビ『追跡 (情報番組)』「開けて仰天蔵の中1」「開けて仰天蔵の中2」
- 1997年、NHK／BSⅡ紀行番組『素晴らしき地球の旅』「猿まわしのふるさと〜中国〜」
- 2001年、情報・ドキュメンタリー番組 Sky PerfecTV! ch.750『時を超えた傑作』